# 国士舘大学男子ハンドボール部
国士舘大学男子ハンドボール部（こくしかんだいがく だんしハンドボールぶ）は、関東学生ハンドボール連盟に所属する国士舘大学の男子ハンドボール部。

## 歴史
1964年に創部。当初は練習グラウンドがなく、梅ヶ丘公園や他の部活が休みの場合のみグラウンドで練習していた。その後五号館の屋上（コート半面ほどの広さ）での練習が許可された。
1965年に関東学生ハンドボール連盟に加盟。1978年に鶴川第三体育館の常時使用許可を得た。
1986年の全日本学生ハンドボール選手権大会（インカレ）で初優勝を果たした。
1992年に体育学部が多摩キャンパスへ移転。それに伴い多摩体育館第2アリーナにハンドボールコートが完成した。
2010年はインカレで24年ぶりの優勝を果たした。
2016年・2017年は初のインカレ連覇を達成。

## 獲得タイトル
- 全日本学生ハンドボール選手権大会：4回 (1986年・2010年・2016年・2017年)

## 年度別成績
赤字は最下位。
| 年度   | 学生選手権   | 日本選手権 | 関東学生連盟 | 関東学生連盟 |
| 年度   | 学生選手権   | 日本選手権 | 春季リーグ   | 秋季リーグ   |
| ------ | ------------ | ---------- | ------------ | ------------ |
| 2000年 | 準々決勝敗退 | -          | 4位          | 3位          |
| 2001年 | 1回戦敗退    | -          | 6位          | 4位          |
| 2002年 | 2回戦敗退    | -          | 6位          | 6位          |
| 2003年 | 準優勝       | 2回戦敗退  | 2位          | 3位          |
| 2004年 | 2回戦敗退    | -          | 5位          | 5位          |
| 2005年 | 2回戦敗退    | -          | 6位          | 7位          |
| 2006年 | 1回戦敗退    | -          | 8位          | 6位          |
| 2007年 | 1回戦敗退    | -          | 10位         | 6位          |
| 2008年 | 準々決勝敗退 | -          | 8位          | 8位          |
| 2009年 | 2回戦敗退    | -          | 8位          | 7位          |
| 2010年 | 優勝         | 2回戦敗退  | 3位          | 6位          |
| 2011年 | 準々決勝敗退 | -          | 7位          | 7位          |
| 2012年 | 1回戦敗退    | -          | 5位          | 3位          |
| 2013年 | 1回戦敗退    | -          | 7位          | 6位          |
| 2014年 | 1回戦敗退    | -          | 6位          | 5位          |
| 2015年 | 2回戦敗退    | -          | 2位          | 4位          |
| 2016年 | 優勝         | 3回戦敗退  | 2位          | 6位          |
| 2017年 | 優勝         | 3回戦敗退  | 5位          | 優勝         |
| 2018年 | 2回戦敗退    | -          | 4位          | 5位          |
| 2019年 |              |            | 4位          |              |

## 主な出身選手
- 豊田賢治 (2002年卒) - 元・大崎電気
- 末松誠 (2004年卒) - 元・大同特殊鋼
- 武田享 (2005年卒) - 豊田合成
- 吉田翔太 (2008年卒) - トヨタ自動車東日本
- 濱口直大 (2013年卒) - トヨタ自動車東日本
- 小峰大知 (2017年卒) - トヨタ紡織九州
- 吉田雄貴 (2017年卒) - 大同特殊鋼
- 安倍竜之介 (2018年卒) - 大崎電気
- 斎藤大生 (2018年卒) - 元・大同特殊鋼
- 庄子直志 (2018年卒) - 湧永製薬
- 玉川裕康 (2018年卒) - 大崎電気
- 樋川卓 (2019年卒) - 湧永製薬